# Justine Brandau
Justine Brandau (Blaricum, 9 juli 2002) is een Nederlands voetbalster. Ze speelt als verdediger voor Feyenoord in de Vrouwen Eredivisie.

## Clubcarrière
Haar debuut in de Vrouwen Eredivisie maakte Brandau als speelster van het talententeam van Ajax. Dat was toen zij op 30 oktober 2020 inviel tijdens de wedstrijd PEC Zwolle–Ajax. Op 28 mei 2021 tekende zij bij Feyenoord haar eerste profcontract.
Brandau verlengde haar contract bij Feyenoord op 15 mei 2024 tot medio 2026.

## Statistieken
| Seizoen | Club      | Land      | Competitie         | Wedstrijden | Doelpunten |
| ------- | --------- | --------- | ------------------ | ----------- | ---------- |
| 2020/21 | Ajax      | Nederland | Eredivisie Vrouwen | 2           | 0          |
| 2021/22 | Feyenoord | Nederland | Eredivisie Vrouwen | 19          | 0          |
| 2022/23 | Feyenoord | Nederland | Vrouwen Eredivisie | 19          | 0          |
| 2023/24 | Feyenoord | Nederland | Vrouwen Eredivisie | 21          | 0          |
| Totaal  | Totaal    | Totaal    | Totaal             | 61          | 0          |

Bijgewerkt tot 15 mei 2024

## Interlandcarrière
Op 15  februari 2018 debuteerde Justine Brandau als international, in de wedstrijd van O16 tegen Italië. Haar eerste interlanddoelpunt scoorde ze op 17 oktober 2018 in de met 16-0 gewonnen interland van O17 tegen Georgië.
1 Weimar ·
2 Waldus ·
4 Verspaget ·
5 Obispo ·
6 Brandau ·
7 Teulings ·
8 Pijnenburg ·
9 Koopman ·
10 Van de Westeringh ·
11 Henry ·
14 De Graaf ·
15 Koga ·
16 Van Eijk ·
17 Van der Sluijs ·
18 Heij ·
19 Haesakkers ·
20 Szymczak ·
21 Van Bentem ·
23 Itamura ·
24 Baptiste ·
25 Van de Lavoir ·
26 De Paus ·
27 DellaPeruta ·
28 Hulswit ·
33 Van Kerkhoven ·
42 Buabadi ·
Coach: Torny
Assistent-coach: Pieters
Assistent-coach: Tjaden
Keeperstrainer: Van der Kaaij